# Bruce Kuczenski
Bruce John Kuczenski (* 3. Februar 1961) ist ein ehemaliger US-amerikanischer Basketballspieler.

## Werdegang
Kuczenski wuchs in Bristol im US-Bundesstaat Connecticut auf und begann dort mit dem Basketballsport. Er wurde Mitglied der Schulmannschaft der Bristol Central High School. Der 2,08 Meter große Innenspieler ging zum Studium an die University of Connecticut, die bereits seine Eltern besucht hatten. Kuczenski gehörte von 1979 bis 1983 der Basketballhochschulmannschaft an, bestritt 114 Spiele und kam auf Mittelwerte von 5,4 Punkten sowie 4 Rebounds je Begegnung.
Die New Jersey Nets wählten Kuczenski 1983 beim Draftverfahren der NBA an 59. Stelle aus. Er bestritt in der Saison 1983/84 insgesamt 15 NBA-Spiele, sieben davon für New Jersey, fünf für die Indiana Pacers sowie drei für die Philadelphia 76ers. Des Weiteren kam er in dieser Spielzeit bei den Puerto Rico Coquis in der Continental Basketball Association (CBA) zum Einsatz. 1984/85 spielte Kuczenski ebenfalls in der CBA für die Albany Patroons und 1985 in der United States Basketball League (USBL) für die Connecticut Colonials.
Er wechselte anschließend nach Spanien zu Forum Valladolid und stand bei dem Verein in der Saison 1985/86 unter Vertrag. Kuczenskis folgende Vereine waren in Belgien RBC Pepinster (Saison 1986/87) und in Frankreich Chalons-Reims (Saison 1987/88). 1988 wechselte er zu Fribourg Olympic in die Schweiz. Dort spielte er unter seinem Landsmann Joe Whelton als Trainer, ebenfalls ein Absolvent der University of Connecticut. Er wurde mit der Mannschaft in der Schweizer Meisterschaft Zweiter, Kuczenski erzielte im Mittel 24,7 Punkte sowie 15,5 Rebounds je Begegnung. Er verließ Olympic im Herbst 1989 wegen einer Knieverletzung.
Kuczenski kehrte in sein Heimatland zurück, wurde mit einem eigenen Unternehmen im Handel mit Nahrungsergänzungsmitteln tätig. Später wurde er Mitarbeiter eines Unternehmens in Rochester im US-Bundesstaat New York. 2009 wurde er in die Sport-Ruhmeshalle der Stadt Bristol und 2015 jener von Neuengland aufgenommen.